# Evonik Degussa
La Evonik Degussa, nota più semplicemente come Degussa, è un'industria chimica tedesca con sede ad Essen, facente parte del gruppo industriale Evonik.
L'azienda è una delle industrie chimiche più importanti della Germania, nota soprattutto per la creazione dello Zyklon B, il gas utilizzato nei campi di sterminio, e del Captagon, un farmaco derivato dell'anfetamina, oggi considerato come droga e utilizzato, in versione modificata, dai guerriglieri del medio oriente.

## Nome
Il nome deriva dall'acronimo della denominazione ufficiale alla fondazione nel 1873, ossia Deutsche Gold- und Silber-Scheide-Anstalt (Azienda tedesca di lavorazione oro e argento già Roessler). La società, inizialmente, era chiamata per comodità “Scheideanstalt”. Fu negli anni trenta che, in virtù dell'abbreviazione sui telegrammi aziendali, il nome Degussa divenne più utilizzato. La società fu ufficialmente rinominata Degussa nel 1980.

## Storia

### Fine '800 e primi anni del '900
La storia della Degussa AG cominciò nella prima metà del XIX secolo, quando il direttore della zecca di Francoforte sul Meno, Friedrich Ernst Roessler, fondò nel 1843 una fabbrica di lavorazione di oro e argento e un laboratorio chimico. Durante la guerra civile prussiana, Roessler cominciò a lavorare per lo stato prussiano, abbandonando la fabbrica; i lavori furono ripresi dai figli, Hector e Heinrich, i quali unirono la fabbrica e il laboratorio, fondando la società  Friedrich Roessler Söhne.
Dopo la fondazione dell'Impero tedesco nel 1871, lo stato chiese alla società dei fratelli Roessler metalli certificati per la produzione e la dismissione di monete: la società quindi si affidò ad un gruppo di banche e nel 1873 fondarono insieme la Deutsche Gold- und Silber-Scheideanstalt vormals Roessler. Oltre alla lavorazione di metalli preziosi, il settore di ricerca scoprì un processo per la lavorazione di metalli utilizzabile nella colorazione della ceramica e del vetro, processo che ebbe un grande successo. Nel periodo successivo la società si allargò nel settore chimico,  acquistando e collaborando con altri partner e aziende, allargando la produzione a semilavorati e prodotti chimici.

### Germania Nazista
Nel 1930 venne nominato amministratore delegato Ernst Busemann, un imprenditore di grande esperienza. Sotto la sua guida, che durò fino al 1939, la Degussa crebbe con investimenti, cespiti, ampliamenti ed acquisizioni; entrò inoltre nel mondo della chimica organica acquisendo varie fabbriche del settore, in particolare nella lavorazione del metanolo, dell'acroleina e quindi, successivamente, della metionina e del poliossimetilene.
Durante il terzo reich, la Degussa collaborò ed entrò nel progetto autarchico del regime, ricevendo sovvenzioni statali, e impiegando civili e prigionieri per la produzione di lavorati chimici utili al regime (lo Zyklon B in particolare, ma anche altri prodotti chimici e farmaceutici). Fu inoltre la principale sede di fusione dei metalli preziosi trafugati, i quali venivano lavorati e portati nelle casse dello stato.

### Dopoguerra

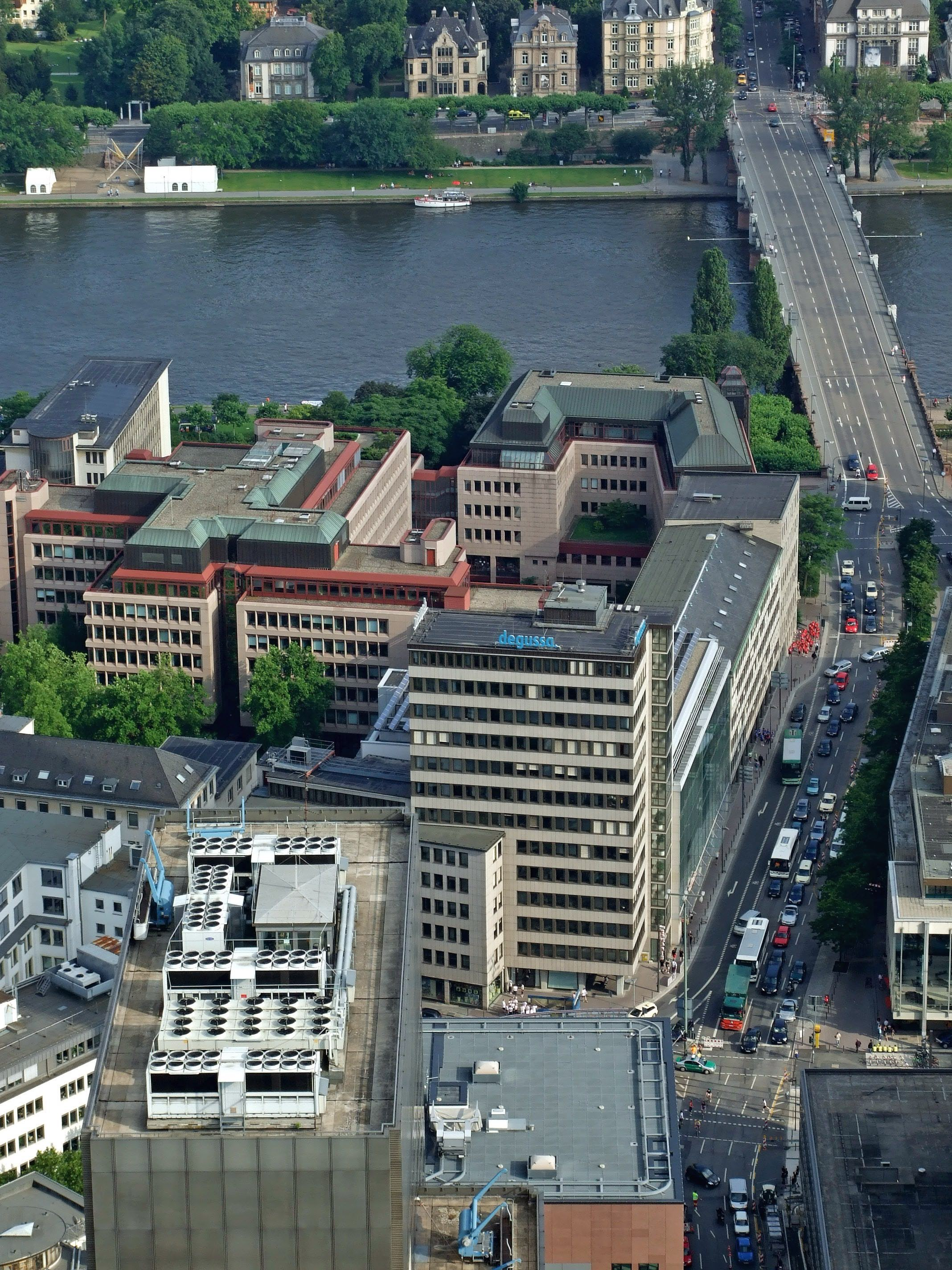
Sede di Francoforte, ricostruita nel dopoguerra

Dopo la seconda guerra mondiale, circa il 75% delle proprieta immobiliari della Degussa erano distrutte, portando ad un momentaneo blocco della produzione; le proprietà nella Germania dell'Est, vennero confiscate, mentre l'azienda, ancora presente nella Germania occidentale, finì sotto gestione fiduciaria, che smantellò parzialmente e riorganizzò la società, ricostruendo al nuova sede della Degussa a Francoforte
Negli anni cinquanta la società cominciò ad internazionalizzarsi, partendo dal Brasile nel 1953, e impiantando successivamente sedi di produzione in Francia, Regno Unito, Belgio, Italia, Paesi Bassi, Svezia, Stati Uniti, Messico, Argentina, Cina, Corea del Sud, Hong Kong, Taiwan e Sudafrica. Continuò inoltre ad espandersi ed acquistare aziende, in particolare nel campo dei combustibili e dei catalizzatori, che diedero un forte impulso economico all'azienda fino agli anni novanta.

### Ultimi anni
Nel febbraio del 1999, la Degussa si fuse con la Hüls, una sussidiaria chimica della VEBA, Holding tedesca nel campo dell'energia, divenendo Degussa-Huls AG. Dopo la fusione nel 2001 della VEBA con la VIAG nella E.ON, la Degussa-Hüls venne fusa con la SKW Trostberg nella Degussa AG con sede a Düsseldorf. Nel 2006 venne acquisita dalla RAG e posizionata sotto la Evonik come divisione chimica dell'azienda.

## Aziende associate
Durante la sua storia, la Degussa AG ha fondato, controllato e collaborato con varie aziende, soprattutto per la produzione dei prodotti chimici primari da utilizzare nelle varie lavorazioni.

### Fondate
- Electro-Chemische Fabrik Natrium GmbH (1898-1999): fondata in collaborazione con un partner inglese, l'impianto situato a Rheinfelden produceva e lavorava sodio e derivati. Nel 1999 venne fusa nella Degussa-Hüls.
- Chemische Fabrik Wesseling AG (1905-1959): fondata insieme ai fratelli Zimmerman, scopritori del potassio-ferro-cianide. La Degussa ha gradualmente comprato quote fino a divenire unica proprietaria nel 1959.
- Bragussa s.a. (1953-1979): prima filiale estera, la Bragussa era la sede produttiva del Brasile. Con sede a Mauà, realizzava quasi tutti i prodotti chimici della gamma della Degussa. Nel 1973 è stata fusa insieme alle filiali della Degussa in Brasile nella Brazilian Degussa s.a..
- Nippon Aerosil Co. Ltd. (1966): fondata insieme alla Mitsubishi, è l'azienda produttrice di una polvere di silicio, chiamata appunto Aerosil.
- Degussa Dental GmbH & Co. KG (1995 2000): nata dalla fusione della Dr. Richter & Co. con la Platinschmelze G. Siebert GmbH, era la divisione di prodotti dentali della Degussa. Aveva sede a Wolfgang, vicino ad Hanau, e venne venduta alla Dentsply International Inc. di York, in seguito al disinteresse nel settore da parte della Degussa.
- Cerdec (1993-2001): nata dall'unità della vernice per ceramica, divisione fondata nel 1880, oggi è stata acquistata dalla società americana Ferro Inc..
- Dmc2 (2000-2001): nata dalla fusione della Cerdec con l'unità della catalisi dei metalli preziosi ed esausti. Nel 2001 è stata smembrata e ceduta alla società belga Umicore.

### Acquistate
- Platinschmelze G. Siebert GmbH (1906): la Degussa acquistò con questa fonderia di Hanau per la produzione di semilavorati metallici, per poi specializzarsi in prodotti dentari. Nel 1995 venne fusa con la Dr.Richter nella società Degussa Dental GmbH & Co.
- Dr. Richter & Co. (1919-1995): fonderia di Pforzheim acquistata dalla Degussa nel 1919 per la produzione di semilavorati metallici. Successivamente l'impianto venne utilizzato per la produzione odontotecnica, fino alla chiusura nel 1995, quando la divisione dentale venne trasferita ad Hanau.
- Holzverkohlungsindustrie AG (HIAG) (1930): importante fabbrica di Costanza attiva nel settore della chimica organica, acquisita dalla Degussa Ag nel 1930.
- Verein für Chemische Industrie (1931): importante fabbrica di Magonza (Mombach) attiva nel settore della chimica organica, acquisita dalla Degussa Ag nel 1931.
- Ashland Oil Inc.